# Ovidiu Savin
Ovidiu Savin (né le 1er janvier 1977 en Roumanie) est un mathématicien roumain actif dans le champ des équations aux dérivées partielles.

## Activité scientifique
Ovidiu Savin reçoit sa maîtrise universitaire en sciences de l'université de Pittsburgh en 1999 et son doctorat en mathématiques de l'université du Texas à Austin en 2003, sous la direction de Luis Caffarelli avec la thèse Phase transitions: regularity of flat level sets. Il est bénéficiaire de la bourse de recherche postdoctorale Miller (Miller Research Fellows) censée soutenir les jeunes scientifiques les plus brillants du monde de 2003 à 2006 lors de son postdoc à l'université de Californie à Berkeley. Il est ensuite professeur associé à l'université Columbia de 2006 à 2011 puis devient titulaire.
Ovidiu Savin est surtout connu pour son important travail sur la conjecture de De Giorgi.

## Distinctions
Ovidiu Savin reçoit la médaille d'or aux Olympiades internationales de mathématiques pour la Roumanie en 1995.
Il fait ses études aux États-Unis, et, en 1997, il est nommé « Putnam Fellow » car il est l'étudiant marquant le plus de points pour son université (université de Pittsburgh) au concours universitaire William Lowell Putnam Mathematical Competition.
Il est conférencier au congrès international des mathématiciens de 2006 à Madrid, boursier Sloan de 2007 à 2009. Ses recherches sont subventionnées par la National Science Foundation depuis 2007.
Il reçoit la médaille Stampacchia en 2012.